# Gerardo Machado
Gerardo Machado y Morales (Camajuaní, 28 settembre 1871 – Miami Beach, 29 marzo 1939) è stato un politico, generale e dittatore cubano.

## Biografia
Partecipò alla guerra d'indipendenza cubana (1895-1898), in cui si distinse come il più giovane generale caraibico, e nel 1924 venne eletto quinto presidente della Repubblica di Cuba. Appena nominato presidente commissionò un piano per la realizzazione di superstrade nell'isola, e il 15 luglio 1925 il piano venne presentato al Congresso cubano e approvato.
I lavori che portarono alla realizzazione della Carretera Central iniziarono nel maggio del 1927 e costarono più di 75 milioni di dollari. L'autoritarismo crescente di Machado e del suo governo determinarono un forte malcontento che esplose nel 1930 con una rivolta, durata fino all'agosto del 1933 e sfociata quasi in una guerra civile, che lo costrinse alle dimissioni e all'esilio dapprima in Canada e infine negli Stati Uniti d'America.

## Vita privata
Sposò sua cugina, Elvira Machado Nodal (1868-1968) da cui ebbe 3 figlie:
- Laudelina (Nena)
- Ángela Elvira
- Berta